# Jeanette Yango
Jeannette Yango (12 de junho de 1993) é uma futebolista camaronesa que atua como atacante.

## Carreira
Jeannette Yango integrou o elenco da Seleção Camaronesa de Futebol Feminino, nas Olimpíadas de 2012. 